# Иджарети
Иджарети (груз. იჯარეთი) — село в Грузии, на территории Адигенского муниципалитета края (мхаре) Самцхе-Джавахети.

## География
Село находится в южной части Грузии, к югу от реки Кваблиани, на расстоянии 3 километров к югу от посёлка городского типа Адигени, административного центра муниципалитета. Абсолютная высота — 1321 метр над уровнем моря.

## Население
По результатам официальной переписи населения 2014 года, в Иджарети проживало 262 человека (133 мужчины и 129 женщин). В национальной структуре населения грузины составляли 100 %.
| Год  | Население, человек |
| ---- | ------------------ |
| 2002 | 281                |
| 2014 | ↘ 262              |

## Достопримечательности
- Монастырь Иджарети[груз.], XIII в.